# Бикметово (Чекмагушевский район)
Бикме́тово (баш. Бикмәт) — село в Чекмагушевском районе Башкортостана. Входит в Новокутовский сельсовет.

## Географическое положение
Расстояние до:
- районного центра (Чекмагуш): 14 км,
- центра сельсовета (Новокутово): 5 км,
- ближайшей ж/д станции (Буздяк): 81 км.

## Население
| 2002 | 2009 | 2010 |
| ---- | ---- | ---- |
| 158  | ↘150 | ↘109 |

Национальный состав
Согласно переписи 2002 года, преобладающая национальность — башкиры (78 %).